# 高杉薫
高杉 薫（たかすぎ かおる、10月22日 - ）は、日本の女性声優・ナレーター。徳島県出身。血液型はB型。青二プロダクション所属時には原田 薫として活動していた。

## 出演

### テレビアニメ
2015年
- ご注文はうさぎですか??（ココアの兄）
- スタミュ（女子 、女性 ） 

2016年
- エンドライド（店主）
- タイムボカン24（鬼娘）

2017年
- スクールガールストライカーズ Animation Channel（観衆）
- 幼女戦記（女）

2020年
- へんたつ（鬼）
- みっちりわんこ!あにめ〜しょん（お嬢様わんこ、トイプードル）

2021年
- ゲキドル（ジュニアアイドル）

### OVA
- 少女たちは荒野を目指す（2016年、後輩達）[2] - 少女たちは荒野を目指す アニメEdition 付属OVA

### WEBアニメ
- へんたつ（2018年、鬼[4]）

### テレビ番組
- 声龍門（TOKYO MX、2015年）[2]